# 김인식 피살 사건
김인식 피살 사건 또는 1999년 파주 택시기사 살인사건은 대한민국 서울특별시에 거주하는 서울면허 택시기사 김인식이 경기도 파주시에서 1999년 12월 31일 시체로 발견된 사건으로, 범인이 잡히지 않았다.